# 河石達吾
河石 達吾（かわいし たつご、1911年〈明治44年〉12月10日 - 1945年〈昭和20年〉3月17日）は、大日本帝国陸軍の軍人、水泳選手。最終階級は陸軍大尉（戦死による特進）。慶應義塾大学法学部卒業。
1932年ロサンゼルスオリンピック100m自由形銀メダリスト。"水泳王国日本"の黄金時代を築いた人物の一人である。バロン西（西竹一）と共に硫黄島の戦いで戦死したメダリストであるが、知名度が低く「もうひとりの」といわれる。河石の来歴・人物像を語る資料は西と比べると圧倒的に少ないが、太平洋戦争で死んだ著名なアスリートの中では比較的資料が残されている。2004年時点で秩父宮記念スポーツ博物館にわずかながら業績が展示されている。

## 来歴

### 少年期
1911年（明治44年）、広島湾に浮かぶ東能美島の大柿村（現：江田島市大柿町大原）に生まれる。実家は米屋であったという。地元では港を出る客船と泳いで競争して勝っていたという伝説が残る。大古尋常小学校（現：江田島市立大古小学校）を首席で卒業する。
1924年（大正13年）、旧制修道中学校（現：修道中学校・高等学校）に進学。当時修道中は中学水泳界の強豪。1911年（明治44年）夏からは廿日市町地御前（現廿日市市）の海浜で、1914年（大正3年）からは児島泰彦の父親が安芸郡坂町の坂町立横浜小学校校長を務めていた関係で、毎年同校に部員を寝泊りさせて臨海訓練を行い強化に努めた。日本中等競泳大会（西部）では1927年・1928年（昭和2・3年）で二連覇を達成している。その中で河石は才能に磨きをかけ、最上級生時には水泳部主将を務めた。なお2期下が大横田勉、3期下が河津憲太郎になり、「水泳の三羽烏」と称された。

### 慶應
慶應義塾大学法学部に進学する。学生時代、福澤家に書生として住み込んでいたという。水泳部に所属し活躍。身長は180cmと高かったが当時脚がやや細く、鍛えるために一枚羽の鉄下駄を常用していたという。1930年（昭和5年）神宮水泳場開場。同地で行われた同年の極東選手権において正式種目ではなく公開競技として行われた50m自由形に出場、予選B組4位で敗退している。

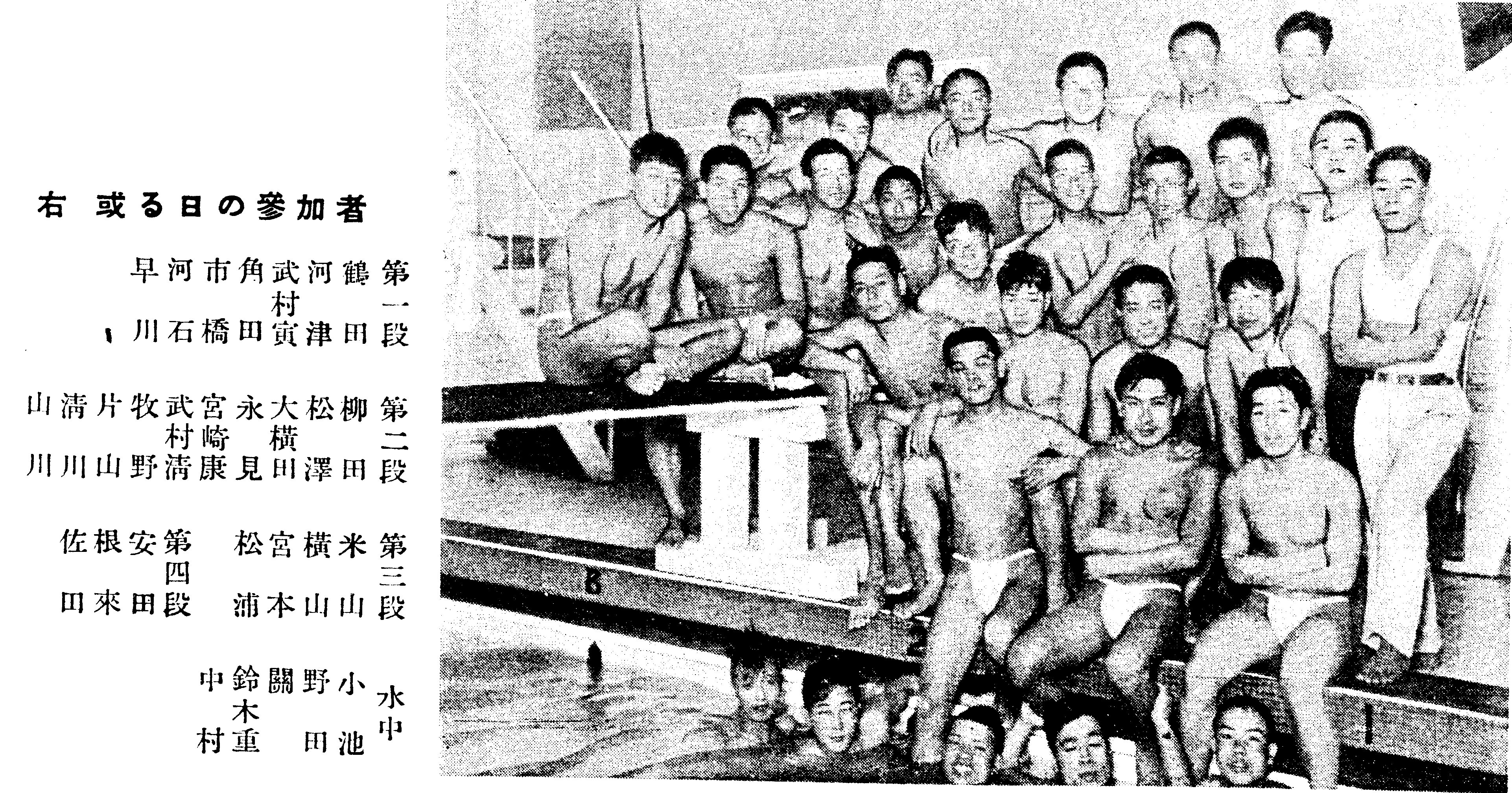
ある日の強化合宿メンバー。最後列左から2番目が河石。表記の通り、大横田・河津・宮崎もいる。

1931年（昭和6年）、翌年にロサンゼルス五輪を控え日本水泳界は各種目で記録更新が続いていた。当時日本のエースだった高石勝男が100m自由形から離れ他種目に専念すると、100m自由形は前年から活躍していた選手に加えて宮崎康二・遊佐正憲・豊田久吉らの台頭により活況した。この中で河石は、1930年100m自由形で1分03秒0を記録しその年の国内ランキング10位に位置していたが、1931年10月全日本選手権で1分00秒6を記録しその年の国内ランキング3位となり、結果五輪代表候補選手に選ばれ五輪選出直前の強化合宿に参加した。
ただ合宿最後に行われた記録会で、成績は振るわなかったという（公式記録では記載なし、5位だったとも）。諦めていた河石は代表選手発表会場であった神宮水泳場には行かず銀座をぶらぶらとしていると、店のラジオからのニュースで自分が代表選手に選ばれたと知り、慌てて神宮へ駆けつけたという。そしてロス入り後の記録会で宮崎に次いで2位となり五輪エントリーが決まった。

### ロス五輪

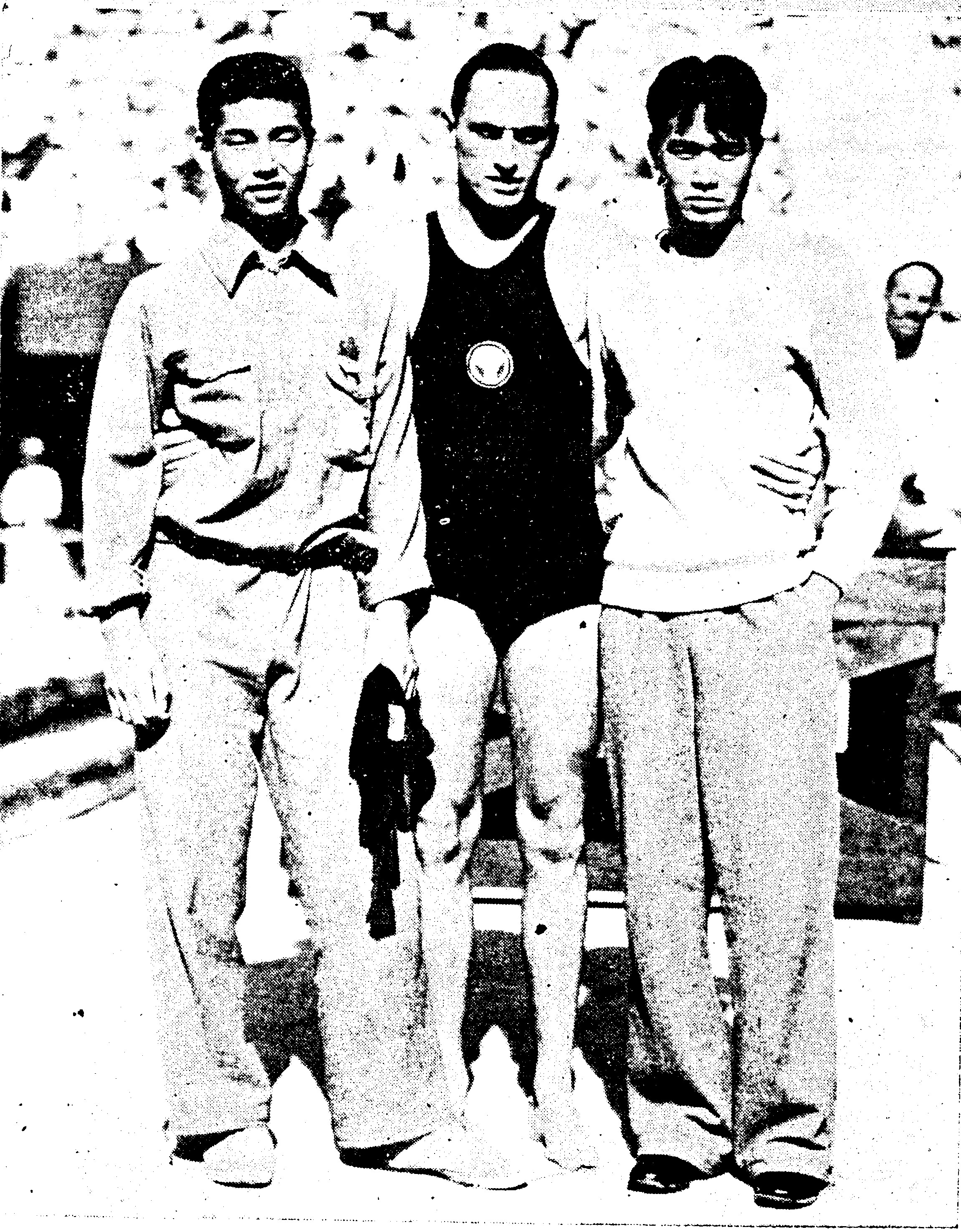
左から、宮崎（金）、シュワルツ（銅）、河石（銀）

1932年（昭和7年）8月6日、100m自由形予選は4組で、河石は第2組に入った。ロス五輪競泳日本代表の中で最初に泳ぐことになった。この予選、当初判定では河石は2着と発表されたが、審判の安部輝太郎の判定により3着に変更された。安部は、河石がベストサードで予選通過できると分かった上で判定に抗議したと証言しており、結果周りから非常にフェアだと有難がれたという。同日、準決勝は2組で、河石は第2組に入り59秒0で1位通過。
同年8月7日午後3時20分、決勝。宮崎が五輪新記録で金メダル、河石は58秒6で2位に入り銀メダルを獲得した。この好発進が日本チームの勢いを生んだと言われ、この大会では男女計11種目中金メダル5個を含む12個のメダルを"水泳王国日本"が独占した。
河石の回想によると、予選の組み合わせは本人も含め誰もが苦戦を予想していた。加えて日本選手団で最初に泳ぐことになったため、2、3日前から上がっていたが、予選のスタートに立つととても落ち着いてよい気持ちになった。そして予選2着で喜んでいたが3着に変わってはっとしたが、ベストサードで予選通過となりまた喜んだ。そこで準決勝では開き直って何も考えずに挑んだことで、決勝に進めた。決勝は宮崎が優勝するものだと判っていたため気楽に挑んだことが好成績につながったと証言している。また河石はのちに、思い残すことは一寸もなかった、完全に責任を果たした、と語っている。
地元能美島に帰ると盛大に歓迎されお祭り騒ぎとなった。この時海で模範泳法を披露した。修道中出身では河石の他、大横田・河津・永田寛もメダルを獲得しており、修道中では掲揚台に3本日章旗が揚げられた。

### 就職と召集
慶應水泳部では主将を務めた。また慶應在学中の1933年（昭和8年）の夏季休暇中のみ、地元江田島にあった海軍兵学校からの要請で同校の水泳教師となり、62期から64期学生の水泳指導を行ったという。期間中、実家から兵学校まで車の送迎があったという。海軍はその御礼として河石に複葉の水上練習機を贈り、河石はそれを母校の大古小学校に寄贈したという。
大学を卒業後、福澤家の紹介で大同電力へ入社した。水泳部に所属し後進の指導にもあたっていたという。1936年（昭和11年）第1回大阪実業団優勝水上競技大会において50m自由形・100m自由形と河石がアンカーに入った200mリレーの3種目で優勝、特に50m自では27秒0を出しその年度の国内ランキング6位に入っている。
1938年（昭和13年）3月25日から4月7日甲子園屋内プールで行われた全国中等学校選抜選手合宿練習において、河石が役員として名を連ねている。同年、陸軍に召集され広島を拠点とした歩兵第11連隊に配属、1939年（昭和14年）中国戦線に従軍する。この時期に将校になった（幹部候補生 (日本軍)#幹部候補生制度（甲乙種制）甲種集合教育）。5年間従軍し1942年（昭和17年）陸軍少尉で除隊した。
この間、大同電力は戦時統制により日本発送電に統合されており、除隊した河石は日本発送電に勤務する。1943年（昭和18年）10月結婚。

### 最期
1944年（昭和19年）6月再召集。妻は妊娠中だった。出征を見送りに来た兄嫁に「二度と生きては帰れません。後のことはくれぐれもよろしく。」と言い遺したとされる。
1944年7月3日付で河石は独立混成第17連隊に陸軍中尉として配属。同年7月7日第17連隊は小笠原兵団への配属が決定、連隊はさらに2つに分けられ、第1・第2大隊が父島、第3大隊と通信隊が硫黄島に配属が決まった。河石は藤原環少佐を隊長とする第3大隊に配属された。
第3大隊は北地区隊の主力として栗林忠道陸軍大将がいる司令部の防備に就いた。北地区隊隊長は藤原大隊長が兼務し、河石は副官を務めた。1944年9月第3大隊では、地下陣地構築のため過酷な作業が続き、加えて劣悪な生活環境から、野戦病院への入院患者が急増した。河石も同年9月中旬頃に腸チフスで2ヶ月間野戦病院に入院している。河石は同年12月には副官に復帰し、野戦病院への視察と見舞いに訪れている。なお第3大隊の陣中日記の一部が現存しており、うち同年7月分と同年12月分は河石が記述したものである。
多くの戦没者と同じく、大本営発表による硫黄島守備隊玉砕日である1945年（昭和20年）3月17日に戦死扱い。享年33。死後陸軍大尉に特進した。
親族の調査によると、同年5月9日まで生きていたという。遺骨は見つかっていない。

## 人物
物静かで、思慮深く、謙虚な人柄であったと伝えられる。鼻にかけたり出しゃばるのが嫌いだったという。
ロス五輪決勝の記録は五輪記録タイで自己ベストだったが、控えめに喜んでいたという。『修道水泳史』に河石本人による寄稿文が掲載されているが、その中でメダル獲得について一切触れていない。
ロス五輪前の強化合宿では種目と年齢で宮崎康二・遊佐正憲・豊田久吉と同部屋になり室長を務めた。監督松沢一鶴からの信頼が厚かったため室長となったとされる。宮崎は河石を慕って慶應に入学している。また小池禮三はロス五輪で優勝候補とされていたが体調を崩したこともあって鶴田義行に惜敗（銀メダル）し落ち込んでいると、河石が励まし色々と面倒を見たという。そこから小池も河石を慕って慶應に入学している。
軍人時代、「自分の身体を粗末にするな」と部下を大切にしていたとされる。中国戦線当時の部下たちの証言によると、河石が小隊長を務めていた隊に敵襲があった際、血気にはやり突撃しようとする部下を宥め「頭を低くしろ。全員生きて帰るんだ。無駄死にするんじゃない。」と叫びながら部下たちの上に覆いかぶさったという。

### 手紙
硫黄島から神戸に暮らす妻に宛てた手紙が残る。親族の手元に残っているのは、河石から妻に宛てた手紙が6通、妻が河石に宛てた手紙が1通。妻が宛てた手紙は、1945年1月米軍が硫黄島に迫っていた頃に出し「宛先不明」として未開封のまま妻の元に返還された手紙であり、生まれたばかりの子どもの写真3枚が同封されていた。
河石からの手紙の内容は、身重の妻を気遣い生まれてくる息子の誕生を喜び会える日を心待ちにしていたもので、硫黄島での戦況のことは書かれていない。息子の誕生を「吉報に接した時の感じは往年競技に於いて勝利を得た時のそれと同じだ」「生まれたというそのことだけで、ずいぶんおやじにあれこれ考えさせ、楽しませてくれる。（息子の個人名のため省略）、万々歳だ」と喜びで綴り、息子の名前をつけた。
この手紙は現在、江田島市の小中学校の一部で道徳の教材に用いられている。

## 主な記録
河石の名と記録が記載されているもののみ。広島県内主催競技での記録は省略。国際大会は極東選手権競技大会競泳競技や日米対抗には出ておらず、ロス五輪のみ出場している。
| 日付    | 大会                     | 自由形                                 | 自由形                                 | 自由形 | 自由形 | リレー | リレー | リレー  | リレー        | 所属   | 備考                                               | 備考          |
| 日付    | 大会                     | 50m                                    | 100m                                   | 200m   |        | 200m   | 400m   | 800m    | 300m メドレー | 所属   | 備考                                               | 備考          |
| ------- | ------------------------ | -------------------------------------- | -------------------------------------- | ------ | ------ | ------ | ------ | ------- | ------------- | ------ | -------------------------------------------------- | ------------- |
| 1926.09 | 関西中等競泳会           | -                                      | -                                      | -      | 6:04.4 | -      | 4:45.  | -       | -             | 修道   | 400m1位、400mリ1位、修道優勝                       | [ 33 ]        |
| 927.08  | （西部）日本中等競泳大会 | -                                      | -                                      | 2:37.4 | -      | 2:01.8 | -      | 10:56.1 | -             | 修道   | 200m1位、200mリ1位、800mリ1位、修道優勝            | [ 34 ]        |
| 1927.08 | 対優勝校競泳             | -                                      | 1:08.                                  | -      | -      | 2:     | -      | 10:39.4 | -             | 修道   | 100m1位、200mリ1位、800mリ中学新、引分             | [ 34 ]        |
| 1930.09 | インカレ                 | （予）0:27.6 （準）0:27.8 （決）0:27.8 | （予）1:03.0 （準）1:03.4 （決）-      | -      | -      | -      | 2:58.4 | -       | -             | 慶應   | 50m3位、100m5位 400mリ3位 慶大第1部3位             | [ 35 ] [ 36 ] |
| 1931.06 | 早慶                     | 0:27.0                                 | 1:01.6                                 | -      | -      | -      | -      | 9:38.2  | -             | 慶應   | 50m3位、100m2位、200m4位、800mリ2位 早80点、慶56点 | [ 37 ]        |
| 1931.07 | 日米対抗大会予選         | -                                      | （予）1:01.8 （決）1:02.2              | -      | -      | -      | -      | -       | -             | 慶應   | 100m3位、200m予選敗退、本大会選出されず            | [ 38 ]        |
| 1931.09 | インカレ                 | 0:26.8 （決）0:27.0                    | -                                      | -      | -      | 1:51.4 | -      | -       | -             | 慶應   | 50m3位、100m3位、200mリ不明                        | [ 14 ] [ 31 ] |
| 1931.10 | 日本選手権               | -                                      | （予）1:00.8 （準）1:00.6 （決）1:00.6 | -      | -      | -      | -      | -       | 3:38.4        | 慶應   | 100m3位、300mメ3位                                 | [ 15 ]        |
| 1932.06 | 早慶                     | -                                      | 1:00.2                                 | 2:21.  | -      | -      | -      | -       | -             | 慶應   | 100m1位、200m1位、800mリ2位 早90点、慶44点         | [ 18 ]        |
| 1932.08 | ロサンゼルス五輪         | -                                      | （予）0:59.8 （準）0:59.0 （決）0:58.6 | -      | -      | -      | -      | -       | -             | 慶應   | 銀メダル                                           | [ 39 ] [ 40 ] |
| 1932.09 | インカレ                 | 0:26.8                                 | 1:01.2                                 | -      | -      | 1:52.4 | -      | 9:43.2  | -             | 慶應   | 50m3位、100m4位、200mリ2位、800mリ3位、慶應4位     | [ 41 ] [ 42 ] |
| 1933.06 | 早慶                     | -                                      | 1:00.6                                 | -      | -      | -      | -      | 10:02.  | -             | 慶應   | 100m2位、200m4位、800mリ2位 早34点、慶5点          | [ 43 ]        |
| 1933.09 | インカレ                 | （予）0:27.4 （準）0:27.2 （決）-      | （予）1:03.0 （準）1:00.8 （決）-      | -      | -      | -      | -      | -       | -             | 慶應   | 50m5位、100m5位、200mリ4位、800mリ4位 慶4位        | [ 44 ]        |
| 1934.06 | 早慶                     | -                                      | 1:01.4                                 | -      | -      | -      | -      | 9:45.8  | -             | 慶應   | 100m3位、800mリ2位 早31点、慶8点                   | [ 45 ]        |
| 1934.09 | インカレ                 | （予）0:26.8 （準）0:27.0 （決）0:26.8 | （予）1:01.8 （準）-                   | -      | -      | 1:49.4 | -      | -       | -             | 慶應   | 50m3位、100m準決敗、200mリ3位、800mリ5位 慶4位     | [ 46 ]        |
| 1936.08 | 大阪実業団               | 0:27.0                                 | 1:06.8                                 | -      | -      | 2:01.0 | -      | -       | -             | 大同電 | 50m1位、100m1位、200mリ1位                         | [ 23 ]        |

## 参考資料
- 石井顕勇「８．もう一人のメダリスト～硫黄島で戦死した水泳選手・河石 達吾～」『硫黄島探訪』、2021年2月2日閲覧。
- 『水泳. (14)オリンピック優勝号』日本水泳連盟、1932年10月30日。NDLJP:11388112。2021年2月2日閲覧。
- 河石達吾 - オリンピックチャンネル
- 河石達吾 - Olympedia (英語)
- 河石達吾 - Sports-Reference.com (Olympics) のアーカイブ (英語)
- 河石達吾 - 世界水泳連盟 (英語)
- Tatsugo Kawaishi - オリンピックチャンネル

## 関連情報
- （2006年 『硫黄島からの手紙』ではバロン西は主役格であったが、河石は登場していない）
- 2010年 梯久美子 『硫黄島 栗林中将の最期』文藝春秋、ISBN 9784166607617。河石に関する記載がある。
- 2019年 『いだてん〜東京オリムピック噺〜』- 演：里中将道